# G 17 Plus - Miroljub Labus
G 17 Plus - Miroljub Labus var en serbisk valallians, bestående av partierna G 17 + och Socijaldemokratska partija.
Alliansen ställde upp i parlamentsvalet i december 2003 och erövrade 11,5 % av rösterna och 34 (av 250) mandat i den serbiska nationalförsamlingen.
Efter valet kom man att bilda minoritetsregering tillsammans med en annan valallians, Srpski pokret obnove – Nova Srbija.
I parlamentsvalet 2008 ingick de båda ingående partierna, i G 17 Plus - Miroljub Labus, i den större valalliansen För ett europeiskt Serbien.